# Navadna sončnica
Navadna sončnica, tudi samo sončnica (znanstveno ime Helianthus annuus), je vrsta rastline iz rodu sončnic in družine nebinovk, ki izvira iz južnega dela Severne Amerike in jo gojijo po večini območij sveta z zmernim podnebjem za sončnično olje, živalsko krmo in biogorivo.
Prepoznavna je po sploščenem ali skoraj sploščenem socvetju rumene barve, ki po obliki spominja na velik cvet (temu pravimo tudi socvetišče ali psevdantij), širokem do 30 cm. V sredini ga sestavljajo številni cevasti cvetovi kostanjeve barve, na zunanjem obodu pa so sterilni jezičasti cvetovi, ki zgledajo kot rumeni venčni listi in imajo isto vlogo — privabljanje opraševalcev. Spodnji listi so široki, skoraj srčaste oblike, višji pa manjši in ožji. Divje navadne sončnice so razvejane in imajo lahko več socvetišč, medtem ko gojene običajno nosijo samo eno socvetišče na nerazvejanem steblu. Splošno so znane po obračanju proti Soncu, pri čemer pa to velja samo za cvetne brste; t. i. heliotropizem ob dozoritvi preneha in cvetovi ostanejo obrnjeni proti vzhodu.